# Pleurothyrium insigne
Pleurothyrium insigne är en lagerväxtart som beskrevs av H. van der Werff. Pleurothyrium insigne ingår i släktet Pleurothyrium och familjen lagerväxter. Inga underarter finns listade i Catalogue of Life.